# 다케야마촌
다케야마촌(일본어: 武山村)은 일본 가나가와현 미우라군에 존재했던 촌이다. 

## 역사
- 1889년 4월 1일 - 정촌제 시행에 의해 미우라군 다케야마촌이 성립하였다.
- 1943년 4월 1일 - 요코스카시에 편입해, 동일 다케야마촌은 폐지되었다.

## 참고 문헌
- 角川日本地名大辞典編纂委員会,『角川日本地名大辞典 神奈川県』1984, 角川書店